# Louis Barrabé
 (octobre 2024).
Pour les articles homonymes, voir Barrabé.
Louis Barrabé, né le 16 mars 1895 à Bonneval (Eure-et-Loir) et mort le 13 février 1961 à Paris 14e, est un géologue, syndicaliste et militant de gauche.

## Biographie
Né Louis Cupif dans une famille normande, c'est en 1905 que son père fait changer son nom et celui de ses enfants en Barrabé, qui est celui de sa mère.
De 1912 à 1914, Louis Barrabé suit des études supérieures à la Faculté de sciences de Caen. Mobilisé comme officier dans le génie en 1914, il est gravement blessé à la jambe et en garde des séquelles à vie. Rendu à la vie civile en 1919, avec la croix de guerre, il peut reprendre les études de sciences qu'il avait dû interrompre cinq ans plus tôt. Passé par l'école normale supérieure (ENS), il obtient l'agrégation de sciences naturelles en 1921, avant d'obtenir un poste à l'ENS. Après plusieurs missions scientifiques, il est nommé chef de travaux au laboratoire des hautes études de géologie appliquées, ce qui lui permet de soutenir en 1929 sa thèse de doctorat.
Cette même année, il épouse Madeleine, fille du sociologue Célestin Bouglé, alors directeur adjoint de l'ENS. Nommé chargé de cours à l'université de Dijon, il obtient le grade de maître de conférence en géologie appliqué en 1931, et revient à Paris en 1935.
En 1939, il est brièvement secrétaire général du syndicat de l'enseignement supérieur de la CGT, remplaçant Ludovic Zoretti, jusqu'à la dissolution des syndicats enseignants par le régime de Vichy.
Pendant la Seconde Guerre mondiale, il se rapproche du parti communiste auquel il adhère finalement. À partir de 1943, il enseigne à l'ENS et devient, en 1945, directeur du laboratoire de géologie de l'école. Son laboratoire accueille alors des réunions clandestines du front national universitaire, auquel il appartient et qu'il anime. En 1944, il participe à la reconstitution du syndicat CGT du supérieur, dont il est le secrétaire général. En 1946, ce syndicat prend le nom de Syndicat national de l’enseignement supérieur et de la recherche scientifique (SNESRS). A ce titre, il est membre de la Commission administrative nationale de la FEN, au titre du courant « cégétiste ». Il participe alors aux commissions Philip, puis Langevin-Wallon, qui travaillent sur une réforme globale de l'enseignement. En 1947, il est titulaire de la chaire de géologie structurale et appliquée à l'Université de Paris.
En 1956, il ne peut éviter la scission du SNESRS, qui donne naissance à deux syndicats séparés pour les chercheurs (SNCS) et les universitaires (SNESup), dont il devient le président. Il cesse alors de siéger dans les instances de la FEN. Pendant toute cette période, il contribue au travail des intellectuels communistes, contribuant notamment régulièrement à la revue La Pensée. Il préside la Société géologique de France et préside la Société française de minéralogie et cristallographie de 1947 à jusqu'à sa mort.

## Travaux scientifiques
Excellent cartographe, Louis Barrabé confirme, dès 1922, l'opinion de Léon Bertrand sur l'existence de nappes de charriage dans les Corbières orientales qui constituent l'extrémité de la chaîne pyrénéenne. En 1929, il soutient sa thèse de doctorat consacrée à l’étude stratigraphique et pétrographique de la partie médiane du pays Sakalave à Madagascar.
Spécialiste du piémont pyrénéen, il pressent, encore avec Léon Bertrand, l'existence de gisements d'hydrocarbures dans les anticlinaux des Petites Pyrénées. Ses qualités en pétrographie lui valent de piloter le premier forage gazier français près de Saint-Gaudens, en 1939. Il explore également le piémont du sud du Massif Central, notamment le bassin oligocène d'Alès et l'Hérault, dans lequel il découvre un petit gisement de pétrole à Gabian. Barrabé devient membre du comité scientifique (géologie) de l’Office national des combustibles liquides dans les années 1930.
Dans les années 1930, son activité est surtout centrée sur l'élaboration de la carte géologique de la France (feuille de Toulouse) ainsi que d'une mission à la Guadeloupe dont il dresse la première carte géologique. Après 1945, il se consacre à la recherche de gisements d'uranium en France sur l'impulsion d'Irène et Frédéric Joliot-Curie, jusqu'en 1951 où son appartenance au PCF lui vaut une mise à l'écart du CEA.

## Distinctions
Barrabé reçoit le prix Cuvier de l'Académie des sciences en 1942, le prix Gosselet de la Société géologique de France en 1926 et le prix Pierre-Félix Fournier de la Société de géographie en 1931 (pour son mémoire sur Madagascar).
Il est fait chevalier de la Légion d'honneur en 1939, et officier en 1960.

## Hommages
La Société géologique de France décerne tous les 3 à 4 ans le prix Louis Barrabé « destiné à distinguer des travaux portant sur les méthodes de simulation et modélisation en sciences de la Terre » .

## Sources
- Dictionnaire biographique du mouvement ouvrier, notice de Jacques Girault, Michel Pinault et Jeffrey Tyssens.